# العلاقات العمانية الغرينادية
العلاقات العمانية الغرينادية هي العلاقات الثنائية التي تجمع بين سلطنة عمان وغرينادا.

## مقارنة بين البلدين
هذه مقارنة عامة ومرجعية للدولتين:
| وجه المقارنة                                              | سلطنة عمان    | غرينادا                                |
| --------------------------------------------------------- | ------------- | -------------------------------------- |
| المساحة (كم2)                                             | 309.50 ألف    | 348                                    |
| عدد السكان (نسمة)                                         | 4.64 مليون    | 107.83 ألف                             |
| الكثافة السكانية (ن./كم²)                                 | 14.99         | 30.99 ألف                              |
| العاصمة                                                   | مسقط          | سانت جورجز                             |
| اللغة الرسمية                                             | اللغة العربية | لغة إنجليزية، إنكليزية غرنادة المولدة ‏ |
| العملة                                                    | ريال عماني    | دولار شرق الكاريبي                     |
| الناتج المحلي الإجمالي (بليون دولار)                      | 72.64 مليار   | 1.12 مليار                             |
| الناتج المحلي الإجمالي (تعادل القوة الشرائية) بليون دولار | 179.49 مليار  | 1.45 مليار                             |
| الناتج المحلي الإجمالي الاسمي للفرد دولار أمريكي          | 15.55 ألف     | 9.21 ألف                               |
| الناتج المحلي الإجمالي للفرد دولار أمريكي                 | 38.63 ألف     | 12.43 ألف                              |
| مؤشر التنمية البشرية                                      | 0.793         | 0.750                                  |
| رمز المكالمات الدولي                                      | +968          | +1473                                  |
| رمز الإنترنت                                              | عمان          | .gd                                    |
| المنطقة الزمنية                                           | ت ع م+04:00   | 00                                     |

## منظمات دولية مشتركة
يشترك البلدان في عضوية مجموعة من المنظمات الدولية، منها:
| علم المنظمة | اسم المنظمة                               | تاريخ انضمام سلطنة عمان | تاريخ انضمام غرينادا |
| ----------- | ----------------------------------------- | ----------------------- | -------------------- |
|             | الاتحاد البريدي العالمي                   | ?                       | ?                    |
|             | يونسكو                                    | 10 فبراير 1972          | 17 فبراير 1975       |
|             | البنك الدولي للإنشاء والتعمير             | 1971                    | 27 أغسطس 1975        |
|             | منظمة التجارة العالمية                    | 2000                    | ?                    |
|             | وكالة ضمان الاستثمار متعدد الأطراف        | 1989                    | 12 أبريل 1988        |
|             | الاتحاد الدولي للاتصالات                  | 28 أبريل 1972           | 17 نوفمبر 1981       |
|             | منظمة الشرطة الجنائية الدولية             | ?                       | ?                    |
|             | مؤسسة التمويل الدولية                     | 1973                    | 28 أغسطس 1975        |
|             | الأمم المتحدة                             | 7 أكتوبر 1971           | 17 سبتمبر 1974       |
|             | مؤسسة التنمية الدولية                     | 1973                    | 28 أغسطس 1975        |
|             | منظمة حظر الأسلحة الكيميائية              | ?                       | ?                    |
|             | المركز الدولي لتسوية المنازعات الاستشارية | 1995                    | 23 يونيو 1991        |

## وصلات خارجية
- موقع وزارة الخارجية العمانية